# Гданска митрополия
Гданската митрополия (на полски: Metropolia gdańska) е една от 14-те църковни провинции на католическата църква в Полша. Създадена е на 25 март 1992 година с булата „Totus Tuus Poloniae Populus“ на папа Йоан-Павел II. Обхваща три епархии. 
Заема площ от 20 817 км2 и има 2 282 561 верни.

## Епархии
В състава на митрополията влизат епархиите с центрове Гданск, Пелплин и Торун.
- Гданска архиепархия – архиепископ митрополит Славой Лешек Глудж
- Пелплинска епархия – епископ Ришард Касина
- Торунска епархия – епископ Веслав Шмигел

## Фотогалерия
- Базилика „Света Троица, Непорочно зачатие и Свети Бернар от Клерво“, катедрален храм на Гданската архиепархия
- Базилика „Успение Богородично“, катедрален храм на Пелплинската епархия
- Базилика „Св. св. Йоан Кръстител и Йоан Богослов“, катедрален храм на Торунската епархия